# Chantal Juillet
Chantal Juillet est une violoniste québécoise née le 19 décembre 1960 à Montréal. Elle a joué avec l'Orchestre symphonique de Sherbrooke et l'Orchestre Symphonique de Montréal. Elle mène également une carrière de soliste internationale. Elle a enregistré plusieurs disques de musique de chambre, ou comme soliste avec orchestre, notamment avec son mari, le chef d'orchestre Charles Dutoit, autrefois à la direction de l'Orchestre symphonique de Montréal (1977-2002).

## Honneurs
- 1979 - Prix d'Europe
- 2000 - Chevalier de l'Ordre des Arts et des Lettres de France
- 2004 - Prix Opus, Personnalité de l’année
- 2005 - Chevalier de l'Ordre national du Québec
- 2006 - Officier de l'Ordre du Canada